# Николе, Бруно
Бруно Николь (итал. Bruno Nicolè; родился 24 февраля 1940 года, Падуя, Италия — 27 ноября 2019 года, Порденоне) — итальянский футболист, выступающий на позиции полузащитника.

## Карьера
Бруно начал заниматься футболом в молодёжной команде «Падовы» под руководством Мариано Тансини. Дебютировал в Серии А в возрасте шестнадцати лет под руководством Нерео Рокко в чемпионате 1956/57 года. В дебютном сезоне сыграл двенадцать матчей и забил два гола, один из которых «Ювентусу». Впечатлив этим президента «туринцев» Умберто Аньелли, был куплен за семьдесят миллионов лир. Также в «Падову» перешёл Курт Хамрин (на правах аренды).
Выступая на позиции центрального нападающего, он конкурировал с такими легендарными нападающими «чёрно-белых» как: Джон Чарльз и Омар Сивори. Дебютный сезон провёл на правом фланге атаки, сыграв 21 матч, не отметившись результативными действиями. В следующем сезоне Николь набрал заметную форму и получил вызов от главного тренера сборной Италии Джузеппе Виани. Дебютировал за сборную 9 ноября 1958 года в Париже
в матче против французской сборной. В 18 лет и 258 дней стал самым молодым бомбардиром в истории итальянской сборной. Рекорд был побит 14 июня 2022 года Вилли Ньонто.